# Canal Loču
Le canal Loču (en letton : Loču kanāls ou Ločupe) est un canal et un affluent de la rive gauche du Daugava à Riga en Lettonie.

## Présentation
Le canal est situé entre la Buļļupe et le Daugava à leur confluent, les trois formant une île triangulaire. 
La direction du flux va généralement de la Buļļupe vers le Daugava, l'île Milestības saliņa sur la rive nord, le quartier de  Bolderāja sur la rive sud, la rive n'est pas accessible à certains endroits en raison des maisons. 
Il existe un projet pour aménager le rivage en promenade. 
A l'entrée du Daugava se trouvent les quais du club "yachts Latvijas", de l'autre côté desquels le fossé Hapaka se jette dans le Daugava.
Le canal est un lieu de pêche populaire.
Il fait partie du territoire du port franc de Riga.

## Galerie

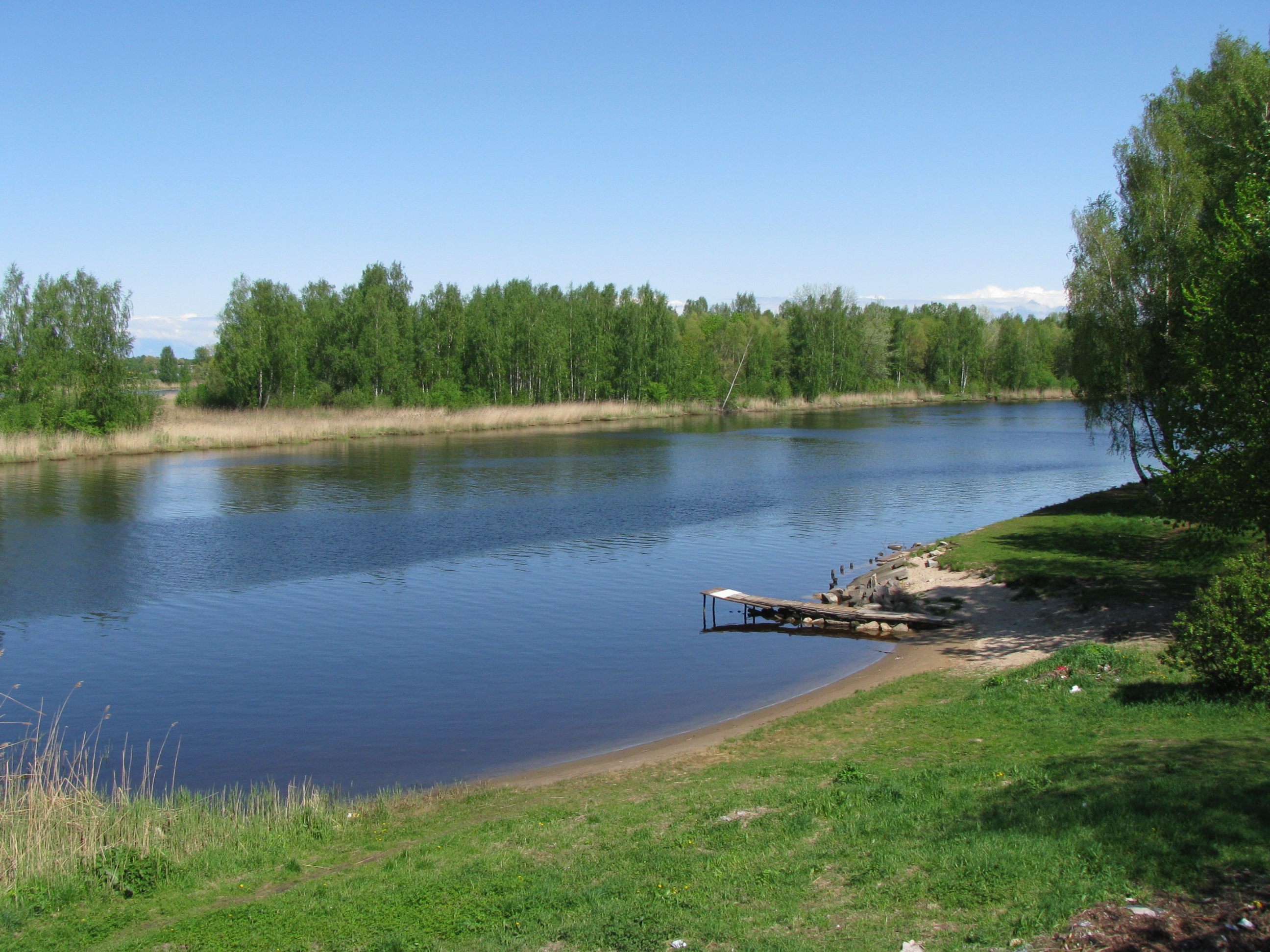
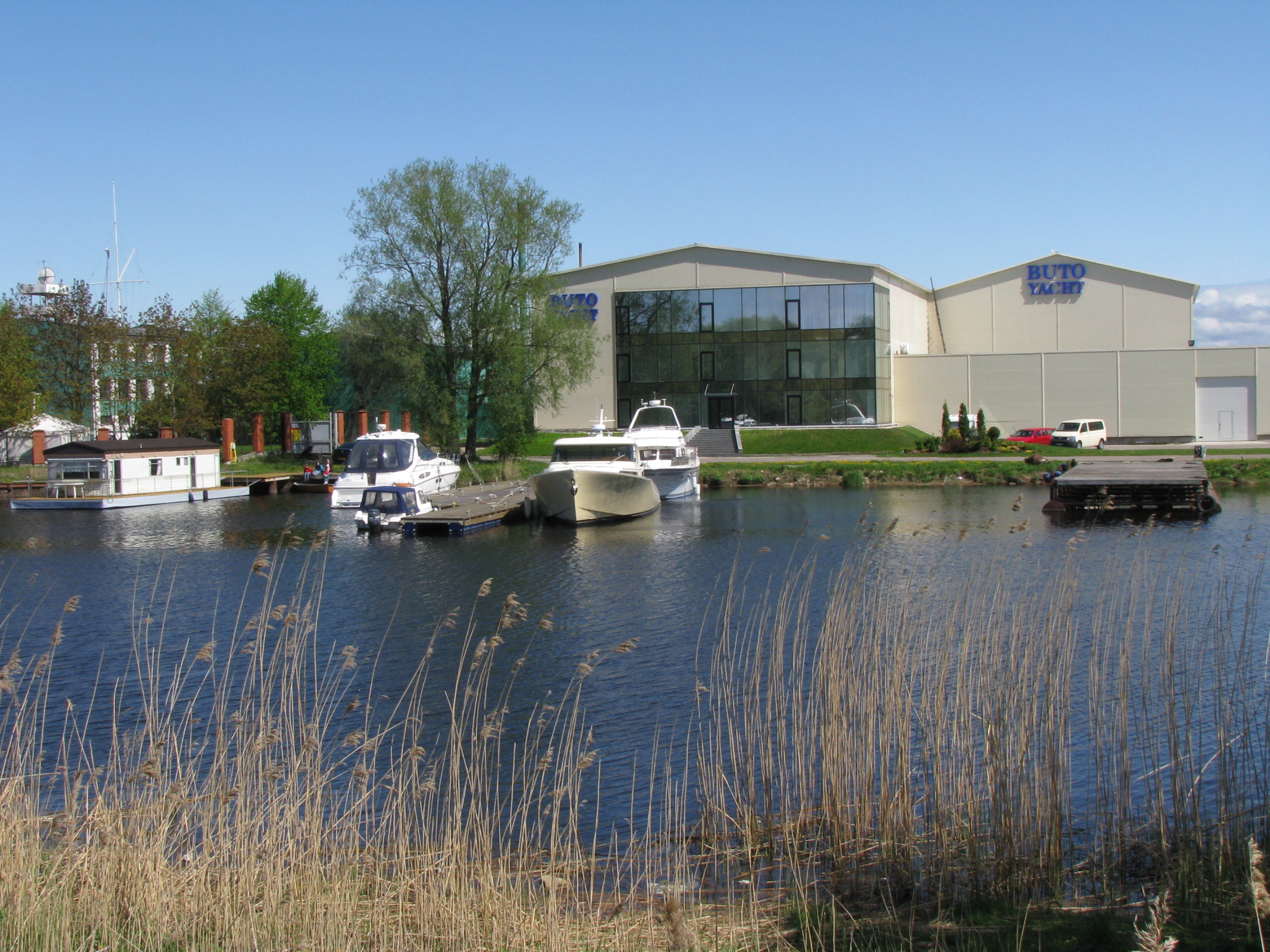
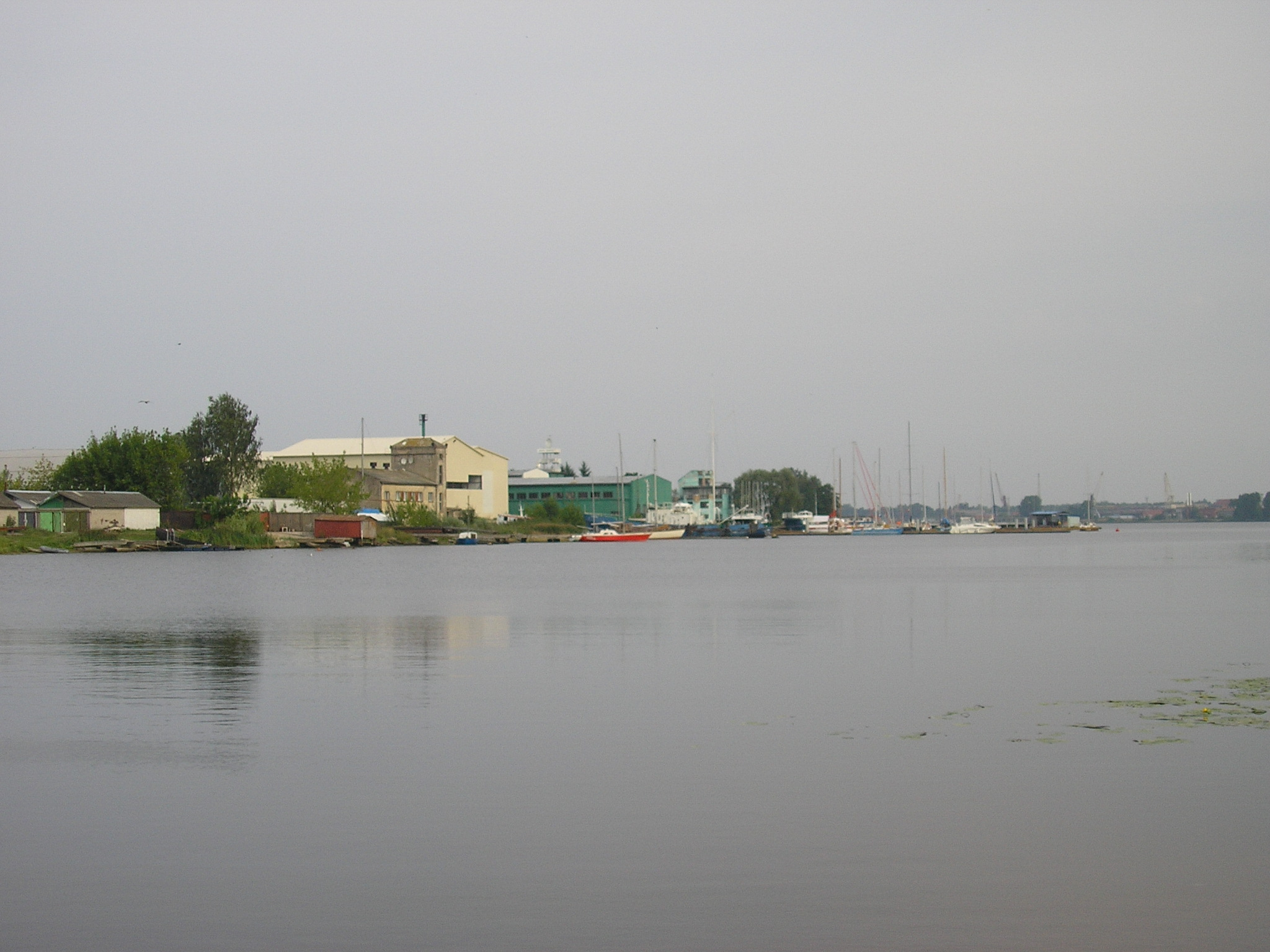